# Agrotis vertenteni
Agrotis vertenteni är en fjärilsart som beskrevs av Gustaaf Hulstaert 1923. Agrotis vertenteni ingår i släktet Agrotis och familjen nattflyn. Inga underarter finns listade i Catalogue of Life.